# Église de la Présentation-de-la-Mère-de-Dieu-au-Temple de Beška
Pour les articles homonymes, voir Église de la Présentation-de-la-Mère-de-Dieu-au-Temple.
L'église de la Présentation-de-la-Mère-de-Dieu-au-Temple (en serbe cyrillique :  Црква Ваведења Богородице ; en serbe latin :  Crkva Vavedenja Bogorodice) est une église orthodoxe serbe située à Beška en Serbie,  dans la municipalité d'Inđija et dans la province de Voïvodine. Construite dans la seconde moitié du XVIIIe siècle, elle est inscrite sur la liste des monuments culturels de grande importance de la république de Serbie (identifiant no SK 1279).

## Présentation

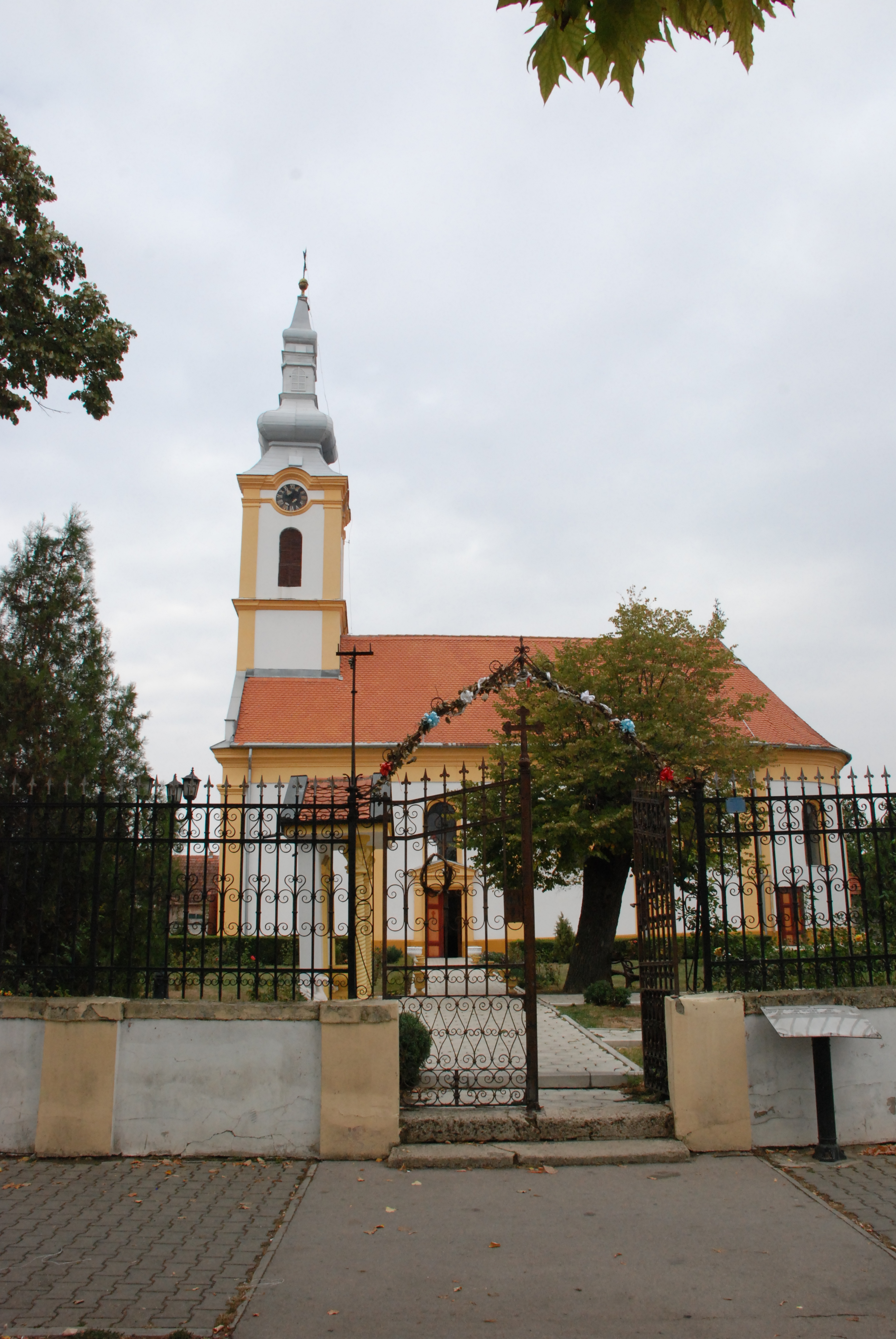
Autre vue de l'église.

Beška est situé dans la région de Syrmie, sur les pentes du massif de la Fruška gora, à 10 kilomètres au nord d'Inđija. L'église de la Présentation de la Mère-de-Dieu, de style baroque, a été construite dans la seconde moitié du XVIIIe siècle. Elle constituée d'une nef unique prolongée par un chevet demi-circulaire et dominée à l'ouest par un haut clocher à bulbe en étain.
L'iconostase et le trône de l'évêque, de style classique, ont été sculptés en 1836 et 1837 par Pavle Bošnjaković. Les peintures de l'église, icônes et fresques, sont dues à Jeftimije Popović et datent de 1840.

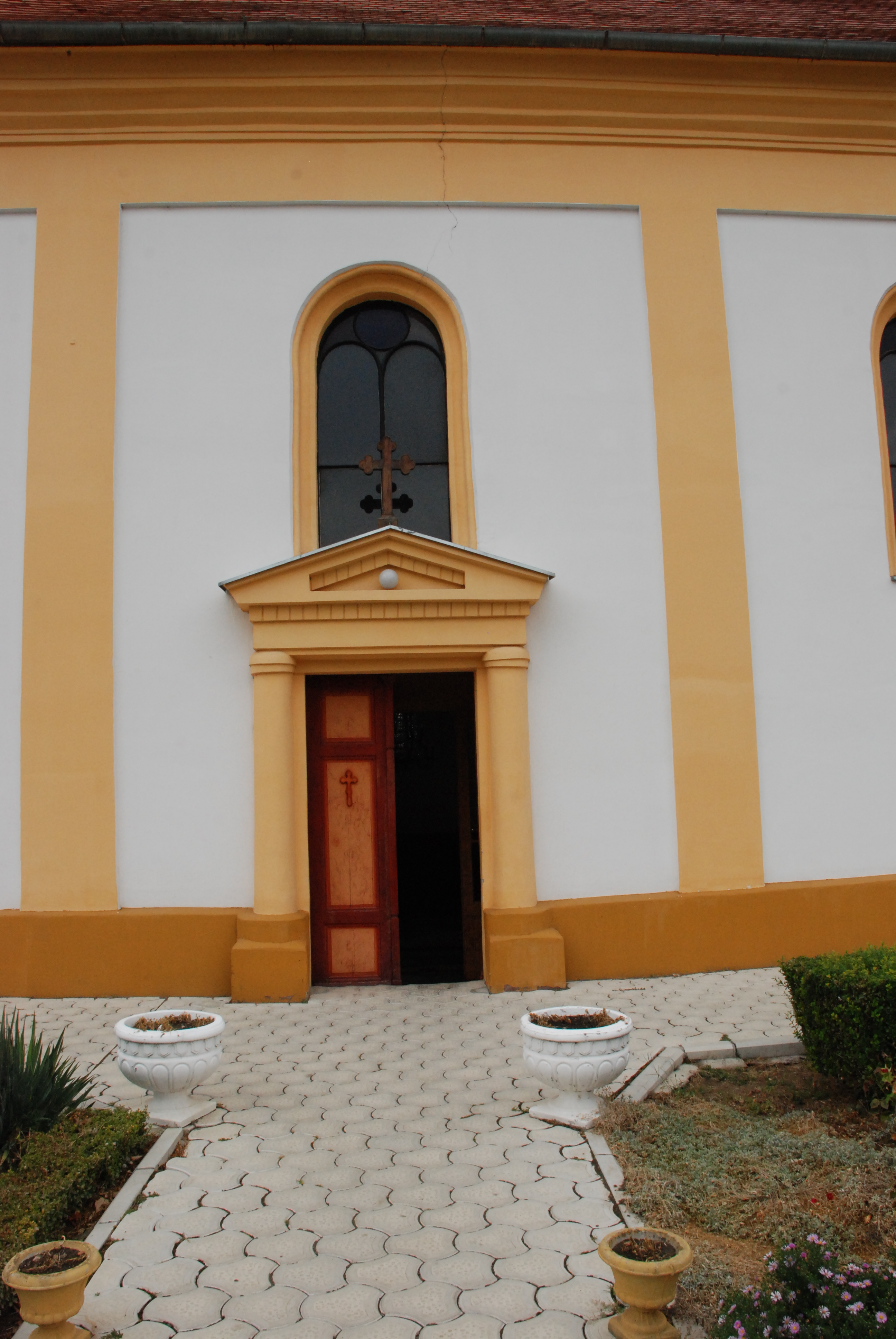
Le portail d'entrée